# Pilanus proximus
Espèce
Pilanus proximus est une espèce de pseudoscorpions de la famille des Chernetidae.

## Distribution
Cette espèce est endémique du Kenya.

## Publication originale
- Beier, 1955 : Ein neuer myrmecophiler Pseudoscorpion aus Ostafrika. Bollettino della Societa Entomologica Italiana, vol. 85, no 1/2, p. 7-9.